# Hanna Balabanova
Hanna Balabanova, född den 10 december 1969 i Vinnytsia, Ukrainska SSR, Sovjetunionen, är en ukrainsk kanotist.
Hon tog OS-brons i K-4 500 meter i samband med de olympiska kanottävlingarna 2004 i Aten.